# 津久見市立堅徳小学校
津久見市立堅徳小学校（つくみしりつ けんとくしょうがっこう）は、大分県津久見市大字堅浦にある公立小学校。

## 概要
津久見市北東部の長目半島の付け根付近に位置し、堅浦地区・徳浦地区の両地区（大字堅浦、大字徳浦、徳浦本町、徳浦宮町、合ノ元町）を通学区域とする。校名は両地区の頭文字を合わせたものである。また、大字長目（字無垢島を除く）が通学調整区域とされており、同区域では津久見市立長目小学校（休校中）と本校とを選択することができる。

## 歴史
- 1874年（明治7年）12月5日 - 道尾小学校（現在の津久見市立青江小学校の前身）が開校[2]。
- 1875年（明治8年）10月 - 道尾小学校から堅浦小学校（現在の津久見市立堅徳小学校の前身）が分立[2]。
- 2012年（平成24年）4月1日 - コミュニティ・スクールに指定[3]。
- 2024年（令和6年）4月1日 - 3学期制から2学期制に移行[4]。

## 通学区域
- 通学区域 - 大字堅浦、大字徳浦、徳浦本町、徳浦宮町、合ノ元町[1]
- 通学調整区域 - 大字長目（字無垢島を除く）[1]

堅徳小学校区全域が津久見市立第二中学校の通学区域である。

## アクセス
- バス - 臼津交通堅徳小学校前停留所下車